# Военно-воздушные силы ФРГ
Люфтваффе бундесвера, Военно-воздушные силы Германии или Военно-воздушные силы ФРГ (нем. Luftwaffe der Bundeswehr (Lw Bw)) — вид вооружённых сил Германии (ФРГ). 
Этимология от немецкого словосочетания Luftwaffe, где Luft «воздух» и Waffe «оружие; род войск».

## История
Военно-воздушные силы Германии были созданы в 1956 году. Итальянский лёгкий истребитель-бомбардировщик Aeritalia G.91 стал первым боевым самолётом, закупленным бундесвером Германии (в дальнейшем в ФРГ было налажено и его лицензионное производство).
После объединения Германии 12 сентября 1990 года Люфтштрайткрефте ННА ГДР вошли в состав люфтваффе бундесвера, образовав его 5-ю авиационную дивизию (5. Luftwaffendivision). На тот момент военно-воздушные силы ФРГ составляли максимальную после Второй мировой войны численность — 100 тыс. человек.
После этого, в связи с окончанием холодной войны, началось полномасштабное сокращение Военно-воздушных сил Германии, в 1993—1994 годах были расформированы три эскадрильи боевых самолётов. В 2002 году были сокращены на 25 % численность формирований боевой авиации, на 30 — зенитно-ракетных подразделений, на 50 — радиолокационных формирований и тыловых подразделений. Реформирование организационно-штатной структуры оперативного командования ВВС завершилось к апрелю 2002 года, а командования ВВС «Север» и «Юг» расформировано в октябре 2002-го, в 2002—2006 гг. было расформированы три эскадрильи боевых самолётов и одна авиационная дивизия. Штаб 1-й авиационной дивизии передислоцировали из Карлсруэ в Фюрстенфельдбрюк в апреле 2002 года. Процесс передачи складов и хранилищ из состава ВВС в ОСО началось с января 2002 года, закончилось в декабре 2003 года. В 2013 году были упразднены авиационное командование (Luftwaffenführungskommando), авиационное управление (Luftwaffenamt), вместо них был создан Центр воздушных операций, также были упразднены деление на авиационные дивизии и одна из эскадрилий боевых самолётов.

## Структура
Первоначально включало в себя 26 эскадр различных боевых самолётов, 5 эскадр транспортных самолётов, 4 эскадры транспортных вертолётов и 60 батарей ЗРК:
- 2-й полк противовоздушной обороны (Flugabwehrraketenregiment 2)
- 3-й полк противовоздушной обороны (Flugabwehrregiment 3) (Хусум)
- 4-й полк противовоздушной обороны (Flugabwehrregiment 4)
- 13-й полк противовоздушной обороны (Flugabwehrraketenregiment 13) (Эрдинг, Бавария)
- 14-й полк противовоздушной обороны (Flugabwehrraketenregiment 14)
- 31-я эскадра истребителей-бомбардировщиков (Jagdbombergeschwader 31) (Нёрфених)
- 32-я эскадра истребителей-бомбардировщиков (Jagdbombergeschwader 32) (Грабен, Бавария)
- 33-я эскадра истребителей-бомбардировщиков (Jagdbombergeschwader 33) (Бюхель, Рейнланд-Пфальц)
- 38-я эскадра истребителей-бомбардировщиков (Jagdbombergeschwader 38) (Йефер, Нижняя Саксония) (создана в 1983 году)
- 41-я эскадра истребителей-бомбардировщиков (Jagdbombergeschwader 41) (Хусум, Шлезвиг-Гольштейн)
- 42-я эскадра истребителей-бомбардировщиков (Jagdbombergeschwader 42)
- 43-я эскадра истребителей-бомбардировщиков (Jagdbombergeschwader 43) (Ольденбург)
- 49-я эскадра истребителей-бомбардировщиков (Jagdbombergeschwader 49) (Фюрстенфельдбрук, Бавария) (создана в 1979 году);
- 51-я разведывательная эскадра (Aufklärungsgeschwader 51) (Хартхайм-на-Рейне, Баден-Вюртемберг)
- 52-я разведывательная эскадра (Aufklärungsgeschwader 52)
- 61-я эскадра транспортных самолётов (Lufttransportgeschwader 61)
- 62-я эскадра транспортных самолётов (Lufttransportgeschwader 62) (Вунсторф, Нижняя Саксония)
- 63-я эскадра транспортных самолётов (Lufttransportgeschwader 63) (Хон, Oktpdbu-Гольштейн)
- 71-я эскадра истребителей (Jagdgeschwader 71) (Виттмунд, Нижняя Саксония)
- 72-я эскадра истребителей (Jagdgeschwader 72) (Райне, Северный Рейн-Вестфалия)
- 73-я эскадра истребителей (Jagdgeschwader 73)
- 74-я эскадра истребителей (Jagdgeschwader 74)
- 75-я эскадра истребителей (Jagdgeschwader 75) (Нойбург, Бавария)

Эскадры истребителей
Каждая эскадра истребителей состояла из:
- трёх эскадрилий истребителей (Fliegende Staffel);
- одного батальона связи;
- одного технического батальона (Flugbetriebsstaffel);
- одного батальона снабжения (Nachschub/Transportstaffel).

Эскадры бомбардировщиков
Каждая эскадра бомбардировщиков состояла из:
- двух эскадрилий бомбардировщиков;
- одного батальона связи;
- одного технического батальона;
- одного батальона снабжения.

### Структура на 2022 год
Военно-воздушные силы ФРГ возглавляет инспектор, который осуществляет руководство ими через Командование ВВС (Kommando Luftwaffe). Общая численность ВВС составляет 28,6 тыс. военнослужащих, в их составе: одна разведывательная, одна истребительно-бомбардировочная, четыре многоцелевых истребительных эскадры (нем. Geschwader) и одна зенитная ракетная эскадра (Flugabwehrraketengeschwader), двух района управления оперативным применением и полк прикрытия объектов (Objektschutzregiment der Luftwaffe), одно вертолётное (Hubschraubergeschwader) и три крыла военно-транспортной авиации (Lufttransportgeschwader), авиационную группу перевозок министерства обороны Германии; два полка материально-технического обеспечения и центр обслуживания вооружений. В составе эскадр находятся эскадрильи (нем. Staffel).
Инспектор ВВС (Inspekteur der Luftwaffe) (Генерал-лейтенант)

Заместитель инспектора ВВС (Stellvertretender Inspekteur der Luftwaffe) (генерал-лейтенант)
- Командование ВВС (Kommando Luftwaffe (Kdo Lw)) (лётное поле Берлин-Гатов, казарма «Генерал Штейнхофф»)
  - Начальник штаба (Chef des Stabes) (Генерал-майор)
    - Отдел развития и планования ВВС (Abteilung Weiterentwicklung, Planung Luftwaffe) (Бригадный генерал)
    - Оперативный отдел (Abteilung Einsatz) (Бригадный генерал)
    - Персональный, организационный и учебный отдел (Abteilung Personal/Organisation/Ausbildung) (Бригадный генерал)
    - Отдел поддержки (Abteilung Unterstützung) (бригадный генерал)

  - Центр воздушных операций (Zentrum Luftoperationen) (Калькар / Удем, казарма «Фон Зейдлиц») (Генерал-лейтенант)
    - 2-й сектор оперативного управления (Einsatzführungsbereich 2 (EinsFüBer 2)) (Эрндтебрюк)
    - 3-й сектор оперативного управления (Einsatzführungsbereich 3 (EinsFüBer 3)) (Шёневальде)
    - Центр связи ВВС (Führungsunterstützungszentrum der Luftwaffe (FüUstgZentrLw)) (лётное поле Кёльн-Ван)
    - Центр симуляционной и навигационной поддержки (Zentrum für Simulations- und Navigationsunterstützung Fliegende Waffensysteme der Bundeswehr (ZSimNav)) (Бюхель (Айфель))
    - Группа (штабного) обеспечения ВВС Калькар (Luftwaffenunterstützungsgruppe) (Калькар / Удем, казарма «Фон Зейдлиц»)
    - германская часть Союзного воздушного командования Рамштайн (Allied Air Command Ramstein)
    - германская часть Объединённого центра компетенции воздушные войне (Joint Air Power Competence Centre) (Калькар)
    - германская часть Европейского воздушно-транспортного командования (European Air Transport Command (EATC)) (Эйндховен (аэропорт))
    - германская часть Союзного командования ДРЛОиУ НАТО (NATO Airborne Early Warning & Control Force Command) (Гайленкирхен)
    - германская часть Союзной программе авиационного наблюдения (Alliance Ground Surveillance (AGS)) (Сигонела)
    - германские часты в структурах НАТО и ЕС (Deutsche Anteile an der NATO/EU-Organisation)
    - Координационная организация ВВС (Verbindungsorganisation der Luftwaffe)
    - Командный пункт национальной ПВО (Führungszentrale Nationale Luftverteidigung (FüZNatLV) (это военная част Национального ситуационного и командного центра воздушной безопасности (Nationales Lage- und Führungszentrum für Sicherheit im Luftr0aum) (Калькар / Удем, казарма «Фон Зейдлиц»)

  - Войсковое командование ВВС (Luftwaffentruppenkommando (LwTrKdo)) (Генерал-лейтенант) (лётное поле Кёльн-Ван):
    - Группа (штабного) обеспечения ВВС Ван (Luftwaffenunterstützungsgruppe Wahn) (лётное поле Кёльн-Ван)
    - Центр авиационной и космической медицины ВВС (Zentrum für Luft und Raumfahrtmedizin der Luftwaffe) (генерал-врач) (лётное поле Кёльн-Ван)
    - 31-е тактическая эскадра «Бёльке» (Taktisches Luftwaffengeschwader 31 «Boelcke») (Eurofighter Typhoon) (Нёрфених)
    - 71-е тактическая эскадра «Рихтгофен» (Taktisches Luftwaffengeschwader 71 «Richthofen») (Eurofighter Typhoon) (Виттмунд)
    - 74-е тактическая эскадра (бывшая «Мёльдерс») (Taktisches Luftwaffengeschwader 74) (Eurofighter Typhoon) (Нойбург-на-Дунае)
    - 73-е тактическая эскадра «Штейнхофф» (Taktisches Luftwaffengeschwader 73 «Steinhoff») (Eurofighter Typhoon) (Лаге)
    - 33-е тактическая эскадра (Taktisches Luftwaffengeschwader 33) (Panavia Tornado) (Бюхель)
    - 51-е тактическая эскадра «Иммельман» (Taktisches Luftwaffengeschwader 51 «Immelmann») (Panavia Tornado) (Бюхель)
    - 61-е военно-транспортная эскадра (Lufttransportgeschwader 61) (Transport Allianz C.160 Transall) (Пенцинг)
    - 62-е военно-транспортная эскадра (Lufttransportgeschwader 62) (Airbus Military A400M) (Вунсторф)
    - 63-е военно-транспортная эскадра (Lufttransportgeschwader 63) (Transport Allianz C.160 Transall) (Хон)
    - 64-е вертолётная эскадра (Hubschraubergeschwader 64) (Sikorsky CH-53G, Airbus Helicopters H145M) (Лаупхайм, Хольцдорф)
    - Лётная служба Федерального министерства обороны (Flugbereitschaft des Bundesministeriums der Verteidigung) (Airbus A310 MRTT, Airbus A340, Airbus A319, Bombardier Global 5000, Eurocopter AS.532) (Кёльн / Бон, Берлин — Тегель)
    - Тактическое учебное командование ВВС США (Taktisches Ausbildungskommando der Luftwaffe USA) (Авиабаза ВВС США Холломан, Аламогордо, Нью-Мексико)
      - Лётный учебный центр ВВС (Fliegerisches Ausbildungszentrum der Luftwaffe) (Panavia Tornado) (Авиабаза ВВС США Холломан, Аламогордо, Нью-Мексико)
      - германская часть Совместной программы реактивной летной подготовки европейских стран НАТО (Euro NATO Joint Jet Pilot Training) (Northrop T-38 Talon, Raytheon T-6 Texan II) (авиабаза ВВС США Шепард, Уичита-Фолс, Техас)
      - 2-я германская учебная авиационная эскадрилья ВВС (2. Deutsche Luftwaffenausbildungsstaffel) (Raytheon T-6 Texan II) (авиабаза морской авиации США, Пенсакола, Флорида)
      - 3-я германская учебная авиационная эскадрилья ВВС (3. Deutsche Luftwaffenausbildungsstaffel) (Grob G 120) (лётное поле Гудиер, Аризона)

    - Центр разработки средств радиоэлектронного противодействия (Zentrum Elektronischer Kampf Fliegende Waffensysteme) (Клайнайтинген)
    - 1-я противовоздушная эскадра «Шлезвиг-Гольштейн» (Flugabwehrraketengeschwader 1 «Schleswig-Holstein») (Хузум)
    - Полк объектовой охраны ВВС «Фрисландия» (Objektschutzregiment der Luftwaffe «Friesland») (Шортенс)
    - Центр (технической) поддержки оружейных систем 1 (Waffensystemunterstützungszentrum 1) (Эрдинг)
    - Центр (технической) поддержки оружейных систем 2 (Waffensystemunterstützungszentrum 2) (Дипхольц)
    - германская часть Центра программирования воздушной войны НАТО (Nato Programming Center NPC) (Глонс, Бельгия)
    - Офицерская школа ВВС (Offizierschule der Luftwaffe) (Фюрстенфельдбрук[англ.])
    - Подофицерская школа ВВС (Unteroffizierschule der Luftwaffe) (Апен, Хайде)
    - Учебный батальон ВВС (Luftwaffenausbildungsbataillon) (Гермерсхайм, Рот)
    - Технический учебний центр ВВС (Technisches Ausbildungszentrum Luftwaffe) (Фасберг)
      - Филиал «Юг» Технического учебного центра ВВС (Technisches Ausbildungszentrum Luftwaffe Abteilung Süd) (Кауфбойрен)
      - Школа специалистов ВВС (Fachschule der Luftwaffe) (Фасберг)

## Боевой состав
| Обозначение формирования или части | Вооружение и оснащение                                                           | Примечания | Место расположения                                                                              |
| --- | -------------------------------------------------------------------------------- | --- | ----------------------------------------------------------------------------------------------- |
| Тактическая эскадра 31 „Boelcke“ (Taktisches Luftwaffengeschwader 31 „Boelcke“)                                                                    | Eurofighter Typhoon                                                              | | Нёрфених                                                                                        |
| Тактическая эскадра 33 (Taktisches Luftwaffengeschwader 33)                                                                                        | Panavia Tornado IDS                                                              | атомоносная | Бюхель (Айфель), казармы в Кохеме                                                               |
| Тактическая эскадра 51 (Taktisches Luftwaffengeschwader 51 „Immelmann“)                                                                            | Panavia Tornado, IAI Heron                                                       | - разведывательная, - противокорабельная, - радиоэлектронного подавления, - бывшая эскадра военно морской авиации | Ягель                                                                                           |
| Тактическая эскадра 71 (Taktisches Luftwaffengeschwader 71 „Richthofen“)                                                                           | Eurofighter Typhoon                                                              | | Виттмунд                                                                                        |
| Тактическая эскадра 73 (Taktisches Luftwaffengeschwader 73 „Steinhoff“)                                                                            | Eurofighter Typhoon                                                              | учебно-боевая для Eurofighter Typhoon | Лаге                                                                                            |
| Тактическая эскадра 74 (Taktisches Luftwaffengeschwader 74)                                                                                        | Eurofighter Typhoon                                                              | | Нойбург-на-Дунае                                                                                |
| Воздушно-транспортная эскадра 61 (Lufttransportgeschwader 61)                                                                                      | Transall C-160                                                                   | будет расформирована конца 2017 году | Пенцинг (Бавария)                                                                               |
| Воздушно-транспортная эскадра 62 (Lufttransportgeschwader 62)                                                                                      | Airbus A400M                                                                     | | Вунсторф                                                                                        |
| Воздушно-транспортная эскадра 63 (Lufttransportgeschwader 63)                                                                                      | Transall C-160                                                                   | | Хон, казармы в Альт-Дувенштедте                                                                 |
| Вертолётная эскадра 64 (Hubschraubergeschwader 64)                                                                                                 | CH-53, H145M                                                                     | - поисково-спасательное обеспечение гражданского населения и ликвидация последствий природных бедствией и аварией, - поисково-спасательное обеспечение боевых действий, - транспортно-десантное и огневое обеспечение специальных операций, - вертолётная воздушно-транспортная поддержка | Лаупхайм и Хольцдорф (Шванзен)                                                                  |
| Лётная служба Федерального министерства обороны (Воздушный флот правительства Германии) (Flugbereitschaft des Bundesministeriums der Verteidigung) | Airbus A310, Airbus A319, Airbus A340, Bombardier Global 5000, Eurocopter AS 532 | - транспортное обеспечение правительства ФРГ - транспортное обеспечение населения ФРГ при кризами - дозаправка в воздухе и стратегический авиатранспорт | Кёльн и Берлин                                                                                  |
| Лётный учебный центр ВВС ФРГ в США (Fliegerisches Ausbildungszentrum der Luftwaffe)                                                                | Panavia Tornado                                                                  | будет расформирован 2017-2018гг. | Аламогордо (Нью-Мексико)                                                                        |
| германская часть Совместной программы реактивной летной подготовки европейских стран НАТО (Euro NATO Joint Jet Pilot Training)                     | T-6А Texan, T-38C Talon                                                          | | Авиабаза Шепард (Уичита-Фолс, Техас)                                                            |
| 2-я немецкая учебная авиаэскадрилья (2. Deutsche Luftwaffenausbildungsstaffel)                                                                     | T-6А Texan                                                                       | | Авиастанция морской авиацией Пенсакола (Флорида)                                                |
| 3-я немецкая учебная авиаэскадрилья (3. Deutsche Luftwaffenausbildungsstaffel)                                                                     | Grob G120A                                                                       | часть Lufthansa Aviation Training GmbH | лётное поле Гудиер (Аризона)                                                                    |
| Центр разработки средств радиоэлектронного противодействия (Zentrum Elektronischer Kampf Fliegende Waffensysteme)                                  |                                                                                  | | Клайнайтинген                                                                                   |
| Оперативный штаб 2 |                                                                                  | полк оперативного управления, связи и радиотехнического обеспечения | Эрндтебрюк                                                                                      |
| Оперативный штаб 3 |                                                                                  | полк оперативного управления, связи и радиотехнического обеспечения | Шёневальде                                                                                      |
| Противовоздушная ракетная эскадра 1 "Шлезвиг-Гольштейн"                                                                                            | MIM-104F Patriot, Ozelot, MANTIS                                                 | зенитный ракетный полк | Хузум                                                                                           |
| Полк объектовой охраны "Фрисландия" |                                                                                  | пехота, сапёры, тыл и пожарная охрана | Шортенс                                                                                         |
| Центр авиационной и космической медицины (Zentrum für Luft und Raumfahrtmedizin der Luftwaffe)                                                     |                                                                                  | | лётное поле Кёльн-Ван, также имеет филиалы (Фюрстенфельдбрукк, Кёнигсбрюк, Манхинг и Бюккебург) |

## Техника и вооружение
| Изображение           | Тип                                     | Производство    | Назначение                                                   | Количество             | Примечания                                                                                           |
| Боевые самолёты       | Боевые самолёты                         | Боевые самолёты | Боевые самолёты                                              | Боевые самолёты        | Боевые самолёты                                                                                      |
| --------------------- | --------------------------------------- | --------------- | ------------------------------------------------------------ | ---------------------- | --- |
|                       | Eurofighter Typhoon                     | Евросоюз        | Многоцелевой истребитель                                     | 138                    | |
|                       | Panavia Tornado IDS Panavia Tornado ECR | Германия        | Истребитель-бомбардировщик Разведчик-бомбардировщик          | 68 20                  | Ещё 8 Panavia Tornado IDS находятся на хранении.                                                     |
| Специальные самолёты  |                                         |                 |                                                              |                        | |
|                       | Airbus A319CJ                           | Евросоюз        | Самолёт-разведчик                                            | 1                      | Самолёт оборудован камерами и прочим оборудованиям для исполнения миссий договора по открытому небу. |
| Транспортные самолёты |                                         |                 |                                                              |                        | |
|                       | Airbus A400M                            | Евросоюз        | Транспортный самолёт                                         | 43                     | Всего запланирована поставка 53 самолётов.                                                           |
|                       | Airbus A310 Airbus A310 MRTT            | Евросоюз        | Медицинская эвакуация Самолёт-заправщик                      | 1 4                    | Построены на базе Airbus A310.                                                                       |
|                       | Airbus A340                             | Евросоюз        | VIP самолёт                                                  | 2                      | |
|                       | Airbus A350-900                         | Евросоюз        | VIP самолёт                                                  | 3                      | |
|                       | Airbus A321 Airbus A321LR               | Евросоюз        | Транспортный самолёт                                         | 1 2                    | |
|                       | Airbus A319                             | Евросоюз        | Транспортный самолёт                                         | 2                      | |
|                       | Lockheed C-130H-30                      | США             | Транспортный самолёт                                         | 3                      | |
|                       | Bombardier Global 5000                  | Канада          | Административный самолёт                                     | 4                      | |
|                       | Bombardier Global 6000                  | Канада          | Административный самолёт                                     | 3                      | |
| Учебные самолёты      |                                         |                 |                                                              |                        | |
|                       | Raytheon T-6A Texan II                  | США             | Учебно-тренировочный самолёт                                 | 69                     | |
|                       | Northrop T-38C Talon                    | США             | Учебно-тренировочный самолёт                                 | 40                     | |
| Вертолеты             |                                         |                 |                                                              |                        | |
|                       | Eurocopter H145M                        | Евросоюз        | Многоцелевой вертолёт                                        | 16                     | |
|                       | Sikorsky CH-53G/GA Sikorsky CH-53GS/GE  | США / Германия  | Тяжёлый транспортный вертолёт Поисково-спасательный вертолёт | 60                     | Производились по лицензии в Германии.                                                                |
|                       | Eurocopter AS532 Cougar II              | Евросоюз        | VIP вертолёт                                                 | 3                      | |
| БПЛА                  |                                         |                 |                                                              |                        | |
|                       | IAI Heron                               | Израиль         | разведывательный БПЛА                                        | 6                      | В лизинге.                                                                                           |
| ПВО                   |                                         |                 |                                                              |                        | |
|                       | MIM-104С/F Patriot                      | США             | ЗРК большой дальности                                        | 30 ПУ                  | PAC-2/PAC-3                                                                                          |
|                       | ASRAD Ozelot                            | Германия        | ЗРК малой дальности                                          | 20 ПУ                  | на основе FIM-92A Stinger                                                                            |
|                       | MANTIS                                  | Германия        | зенитно-артиллерийский комплекс                              | 12                     | |
|                       | Fliegerfaust 2 Stinger                  | Германия        | ПЗРК                                                         | Неизвестное количество | FIM-92 Stinger производится по лицензии компанией EADS в Германии.                                   |

## Опознавательные знаки

Опознавательный знак ВВС Германии с 1956 года
Знак на киль

### Эволюция опознавательных знаков
| Опознавательный знак                        | Знак на фюзеляж                             | Знак на киль | Когда использовался            | Порядок нанесения |
| ------------------------------------------- | ------------------------------------------- | ------------ | ------------------------------ | ----------------- |
|                                             |                                             |              | 1914 — 1918                    |                   |
|                                             |                                             |              | 1918 — 1933                    |                   |
| Опознавательный знак ВВС Германии 1933—1945 | Опознавательный знак ВВС Германии 1933—1945 |              | 1933 — 1939                    |                   |
| Опознавательный знак ВВС Германии 1933—1945 | Опознавательный знак ВВС Германии 1933—1945 |              | 1939 — 1945                    |                   |
|                                             |                                             |              | ВВС ГДР 1959—1990              |                   |
|                                             |                                             |              | с 1956 года по настоящее время |                   |